# Balanophyllia cornu
Espèce
Statut CITES
Balanophyllia cornu est une espèce de coraux appartenant à la famille des Dendrophylliidae. Selon la base de données WoRMS, cette espèce fait partie du sous-genre Balanophyllia (Balanophyllia) Wood, 1844.

## Liste des espèces et sous-espèces
Selon Paleobiology Database (15 novembre 2015), cette espèce comprend :
- sous-espèce Balanophyllia (Eupsammia) bossolensis
- sous-espèce Balanophyllia (Eupsammia) cylindrica
- sous-espèce Balanophyllia (Eupsammia) meneghinii
- sous-espèce Balanophyllia (Eupsammia) pachysepta
- sous-espèce Balanophyllia (Eupsammia) sismondiana
- sous-espèce Balanophyllia (Eupsammia) zelandiae
- sous-espèce Balanophyllia (Eupsammia) zuffardii
- Balanophyllia acostae
- Balanophyllia alta
- Balanophyllia annularis
- Balanophyllia augustinensis
- Balanophyllia basedowi
- Balanophyllia bavarica
- Balanophyllia besairiei
- Balanophyllia calyculus
- Balanophyllia campanulata
- Balanophyllia cauliculata
- Balanophyllia caulifera
- Balanophyllia clarendonensis
- Balanophyllia complanata
- Balanophyllia compressa
- Balanophyllia concinna
- Balanophyllia conica
- Balanophyllia cornurupicaprae
- Balanophyllia cowlitzensis
- Balanophyllia cumingii
- Balanophyllia desmophyllum
- Balanophyllia elegans
- Balanophyllia elongata
- Balanophyllia formosana
- Balanophyllia fossata
- Balanophyllia fulleri
- Balanophyllia gigas
- Balanophyllia haleana
- Balanophyllia hectori
- Balanophyllia imperialis
- Balanophyllia inauris
- Balanophyllia induta
- Balanophyllia irregularis
- Balanophyllia irrorata
- Balanophyllia italica
- Balanophyllia nonaradiata
- Balanophyllia oppenheimi
- Balanophyllia oulangiformis
- Balanophyllia patera
- Balanophyllia patula
- Balanophyllia pittieri
- Balanophyllia piuraensis
- Balanophyllia ponderosa
- Balanophyllia praelonga
- Balanophyllia rovasendai
- Balanophyllia salpynx
- Balanophyllia soloensis
- Balanophyllia striatissima
- Balanophyllia teglandae
- Balanophyllia torta
- Balanophyllia truncata
- Balanophyllia variabilis
- Balanophyllia variabilis
- Balanophyllia varians
- Balanophyllia washingtonensis
- Eupsammia compressa